# 杜丰 (元朝)
杜丰（1190年—1256年），字唐臣，元朝汾州西河（今山西省汾阳市）人。
杜丰精通兵法。其父杜珪积德好施，乡称善人。杜丰在金朝担任平遥义军谋克。成吉思汗铁木真攻取太原时，他率领所部降附蒙古，被任命为兵马都提控。后跟随按察儿（按札儿）攻打平阳，克绛州、解州诸堡。以功受金虎符，任征行元帅左监军。又跟随阿察儿，攻克怀孟及温谷、木涧等寨，攻洪洞西山、松平山等。1222年，升任龍虎衛上将軍、河东南北路兵马都元帅。1226年，跟随按陈围攻益都李全。次年，略地益都、登州、莱州等地。1229年，取沁州（治今山西沁县）及所属各县。招降平阳、太原、真定及辽州、沁州未降山寨，1235年，升任沁州长官。在沁州十余年，宽徭薄赋，劝课农桑。1247年，告老归家，病逝。他的妻子王体善参与当地道观，主持整理道藏，夫妻二人信仰全真教，曾经邀请全真掌教尹志平前来沁州。其子杜思明、杜思忠、杜思敬。